# Berghülen (Landschaftsschutzgebiet)
Das Landschaftsschutzgebiet Berghülen ist ein mit Verordnung der Unteren Naturschutzbehörde beim Landratsamt Alb-Donau-Kreis vom 17. Dezember 1993 ausgewiesenes Landschaftsschutzgebiet (LSG-Nummer 4.25.107).

## Lage und Beschreibung
Das 837,1 Hektar große Gebiet besteht aus zwei Teilen und liegt nordöstlich von Berghülen. Ein kleinerer Teil liegt nordwestlich von Berghülen. Das Gebiet gehört zu den Naturräumen Mittlere Kuppenalb und Mittlere Flächenalb.
Laut Steckbrief handelt es sich um Reste alter Kulturlandschaft; für die Schwäbische Alb charakteristische Trockentäler mit landschaftsprägenden Talhängen mit typischen Kalkbuchenwäldern, naturnahen Waldrändern mit besonderem ökologischen Wert und vorgelagerten Wiesenflächen; besonders typischer Landschaftsteil als naturbezogener Erholungsraum. Im Osten des Landschaftsschutzgebiets befindet sich ein kleiner Teil des FFH-Gebiets Blau und Kleine Lauter.

## Schutzzweck
Schutzzweck ist gemäß Schutzgebietsverordnung
- Die Erhaltung der Vielfalt, Eigenart und Schönheit der für die Schwäbische Alb charakteristischen Trockentäler des Lautertales, der Tobelhalde, des Langen Tales und des Himpfertales. Die Erhaltung der landschaftsprägenden Talhänge mit ihren typischen Kalkbuchenwäldern. Besondere ökologische Bedeutung kommt den naturnahen Waldrändern mit den vorgelagerten Wiesenflächen als Lebensraum einer Reihe selten gewordener Tier- und Pflanzenarten zu.
- Die Erhaltung der Reste alter bäuerlicher Kulturlandschaft mit ihren ökologisch und landschaftsästhetisch hochwertigen Hecken- und Wiesenlandschaften auf der Albhochfläche.
- Die Erhaltung der für die Schwäbische Alb besonders typischen Landschaftsteile als naturbezogenen Erholungsraum.